# Statue du Maréchal Drouet Erlon
La  statue du Maréchal  Drouet Erlon est un monument commémoratif représentant le maréchal  Drouet d'Erlon.
La statue, en bronze, fondue par Eck ET DURAND, a été réalisée sur un modèle sculpté par Louis Rochet et son piédestal a été conçu selon les plans de Narcisse Brunette
Le monument est situé à Reims, dans la Marne.

## Historique
En 1849, une souscription est lancée, pour la construction de la statue.
Selon la légende, la statue fut coulée avec le bronze de canons pris à l’ennemi et attribué par le ministre de la guerre de l’époque.
Le conseil municipal, dans sa délibération du 24 mars 1849, choisit de positionner la statue sur la place de la Couture qui deviendra plus tard, en 1853, Place Drouet-d'Erlon.
La statue a été inaugurée le 28 octobre 1849 sur la place de la Couture.
En juillet 1903, la statue est déplacée pour cause « officielle » de l’arrivée du tramway électrique.
Stockée en attente de réalisation de son socle, elle est positionnée à son actuel endroit le 24 septembre 1903.
Elle a fait l’objet en juillet 2021 d’une opération de remise en état.

## Description

### Statue
L'œuvre de Rochet représente Jean-Baptiste Drouet debout (en pied). Il est tête nu.

### Piédestal
Le piédestal de Narcisse Brunette a une hauteur de 5,40 mètres.
Sur les faces du piédestal, est gravé l’inscription : de face, "Au Maréchal Drouet, comte d’Erlon, soldat en 1792, né à Reims. L’Armée. Ses concitoyens. 1849".
Sont également gravés, à revers du piédestal, les noms de ses glorieuses campagnes.
- Fleurus 1794
- Zurich       1792
- Hohenlinden  1800
- Austerlitz   1803
- Iéna 1806
- Lubeck 1806
- Eylau 1807
- Dantzick 1807
- Friedland 1807
- Victoria 1813
- Toulouse 1814

## Pour en savoir plus